# Stora Blixtören
Stora Blixtören är en ö i Åland (Finland). Den ligger i Skärgårdshavet och i kommunen Sund i landskapet Åland, i den sydvästra delen av landet. Ön ligger omkring 13 kilometer nordöst om Mariehamn och omkring 270 kilometer väster om Helsingfors.
Öns area är 7,2 hektar och dess största längd är 370 meter i nord-sydlig riktning.